# Eric Biuw
Carl Oskar Eric Biuw J-son, född 30 mars 1894 i Stockholm, död 14 januari 1962 i Drottningholm, var en svensk målare.
Han var son till skådespelaren Oscar Johansson och Emelie Molander och från 1935 gift med Eva Margareta Rennerfelt. Biuw studerade konst vid Tekniska skolan och Wilhelmsons målarskola i Stockholm innan han 1920 reste till Paris för att studera vid Académie de la Grande Chaumière. Därefter företog han en mängd studieresor till bland annat Nederländerna, Tyskland, Italien och Teneriffa. Separat ställde han ut på Gummesons konsthall 1939 och på Thurestams konstsalong i Stockholm 1945. Han medverkade i samlingsutställningar i Stockholm, Göteborg och Västerås. Hans konst består av blomsterstilleben, mariner och motiv från Västkusten. Biuw är representerad vid Västerås konstmuseum. Han är begravd på Lovö kyrkogård.